# Odile de Vasselot
Pour les articles homonymes, voir Vasselot et Famille de Vasselot.
Odile de Vasselot, née le 6 janvier 1922 à Saumur et morte le 21 avril 2025 à Paris, est une résistante française et laïque consacrée de la communauté apostolique Saint-François-Xavier. Elle est aussi la fondatrice et première directrice du lycée Sainte-Marie d'Abidjan.

## Biographie
Odile de Vasselot de Régné naît le 6 janvier 1922 à Saumur. Elle est fille et petite-fille de militaires.

### Activité de résistante
En 1940, alors dans le donjon du château familial du Poitou, elle écoute l'appel du 18 Juin du général de Gaulle. Son père est fait prisonnier de guerre à Nuremberg. Elle ment à sa mère pour entrer dans la Résistance, d'abord comme agente de liaison au service de renseignement Zéro avec comme nom de code « Danièle ». Elle devait prendre le train chaque fin de semaine pour remettre courriers et documents fournis par le service dans une « boîte à lettres » à Toulouse.
En 1944, Odile de Vasselot intègre le réseau Comète. Sous le pseudonyme de Jeanne, elle était chargée d'exfiltrer par le train des aviateurs alliés tombés dans les pays contrôlés par le Reich. Grâce à elle, de nombreux aviateurs ont pu rejoindre l'Espagne puis par la suite l'Angleterre.
Plus tard, sollicitée pour témoigner de son expérience de résistante, elle donne de nombreuses conférences, notamment dans des écoles. Elle écrit ses mémoires de guerre en 1999 et 2000.

### Activité d'enseignement
Après la Libération, Odile de Vasselot poursuit ses études. Ayant obtenu une licence d'histoire à la Sorbonne, elle devient enseignante dans le secondaire à Sainte-Marie de Neuilly, collège fondé par Madeleine Daniélou, puis dirige le collège Sainte-Marie de Passy, proche du Trocadero, depuis transféré à Rueil-Malmaison et renommé centre Madeleine-Daniélou. Odile de Vasselot entre comme laïque consacrée au sein de la communauté apostolique Saint-François-Xavier en 1947.
Madeleine Daniélou voulait créer un collège hors de France. Après avoir envisagé le Japon, puis le Cameroun, la communauté apostolique Saint-François-Xavier envoie en 1959 Odile de Vasselot en Côte d'Ivoire fonder le collège Sainte-Marie d'Abidjan. Ce projet rejoignait le souhait du président Félix Houphouët-Boigny d'éduquer les femmes ivoiriennes. Le collège ouvre ses portes en 1962 à Adjamé, puis s'installe cinq ans plus tard en 1967 dans ses locaux définitifs de Cocody, et devient lycée en 1970. Ce lycée accueille dès l'origine des jeunes filles ivoiriennes aussi bien qu'étrangères. Cela donne à Odile de Vasselot l'occasion de fréquents contacts avec des personnalités, parmi lesquelles le président Félix Houphouët-Boigny, dont la résidence se trouvait à côté de l'établissement.

### Retraite
Revenue en France en 1988, outre ses interventions dans des établissements scolaires pour raconter son parcours durant la guerre, elle distribue des repas aux personnes dans le besoin via la Banque alimentaire. Elle passe ensuite sa retraite avec d'autres religieuses à Paris.
Le 14 juillet 2023, à 101 ans, elle est invitée, au côté du résistant Henri Becker, au défilé militaire dans un tableau commémorant la création en 1943, par le général de Gaulle, de la médaille de la Résistance française.
Le 16 septembre 2024, Odile de Vasselot reçoit à l'Élysée, des mains d'Emmanuel Macron, alors président de la République, la décoration de grand officier de l'ordre national du Mérite.
Elle meurt à 103 ans le 21 avril 2025 à Paris.

## Décorations
- Commandeur de la Légion d'honneur[3] (décret du 8 novembre 2021)
  - Officier le 27 avril 1971[10]
- Grand officier de l'ordre national du Mérite (élevée par décret du 7 juin 2024[11])
  - Commandeur du 11 novembre 1979[11]
- Croix de guerre 1939–1945[3]
- Médaille de la Résistance française (décret du 15 octobre 1945)[3]
- Chevalier de l'ordre de Léopold II (Belgique)
- Croix de guerre (Belgique)
- Médaille de la Liberté (États-Unis)
- King's Medal for Courage in the Cause of Freedom (Royaume-Uni)

## Œuvres
- Tombés du Ciel : histoire d'une ligne d'évasion, édité à compte d'auteur en 1999, réédité par les éditions du Félin en 2005.
- Sous l'occupation... J'avais 20 ans, édité à compte d'auteur, 2000.
- Lycée Sainte-Marie d'Abidjan, Naissance et premières années, édité à compte d'auteur en juin 2018.